# Ligny-Thilloy
Ligny-Thilloy település Franciaországban, Pas-de-Calais megyében. Lakosainak száma 517 fő (2022. január 1.). Ligny-Thilloy Avesnes-lès-Bapaume, Bapaume, Beaulencourt, Grévillers, Le Sars, Warlencourt-Eaucourt, Flers és Gueudecourt községekkel határos.

## Népesség
A település népességének változása:
| Lakosok száma | 563  | 551  | 560  | 532  | 523  | 521  | 521  | 521  | 517  |
|               | 2013 | 2015 | 2016 | 2017 | 2018 | 2019 | 2020 | 2021 | 2022 |